# Sri-lankische Badmintonmeisterschaft 1961
Die Sri-lankische Badmintonmeisterschaft 1961 war die neunte Austragung der nationalen Titelkämpfe im Badminton in Sri Lanka. Sie fand in Colombo statt.

## Sieger und Finalisten
| Disziplin    | Gold                                 | Silber                               |
| ------------ | ------------------------------------ | ------------------------------------ |
| Herreneinzel | Sam Chandrasena                      | Nagalingam Rasalingam                |
| Dameneinzel  | Harriet Senaratne                    | Gwynette de Zilwa                    |
| Herrendoppel | Sam Chandrasena V. Sriskandarajah    | V. Veeraraghavan A. R. L. Wijesekera |
| Damendoppel  | Harriet Senaratne Gwynette de Zilwa  | N. N. Tin Kyi K. Williams            |
| Mixed        | A. R. L. Wijesekera Nanda Wijesekera | Sam Schoorman Harriet Senaratne      |